# Pacto federal suíço de 1815
O Pacto federal suíço de 1815 ou Tratado Federal (alemão: Bundesvertrag, francês: Pacte fédéral, italiano: Patto federale) foi a base legal para a nova Confederação Suíça de 1815. Surgiu após intervenções das grandes potências da Sexta Coalizão que derrotaram Napoleão.
O Tratado Federal definiu uma confederação entre 22 cantões independentes. De 1815 até a Constituição Federal Suíça de 1848, funcionou como a Constituição Restauracionista da Suíça.

## Desenvolvimento histórico
Quando as tropas anti-francesas marcharam para a Suíça em 1813, o Ato de Mediação imposto por Napoleão em 1803 perdeu sentido e foi revogado por 10 dos 19 cantões, que simultaneamente fundaram a Convenção Confederada em Zurique com o objetivo de estabelecer um novo "União Federal" (Bundesverein) com a Antiga Confederação Suíça em mente. 9 cantões antigos e 5 novos foram representados. A partir de fevereiro de 1814, uma nova constituição estava sendo negociada para substituir o Ato de Mediação.
Ao mesmo tempo, a reação estava se desenvolvendo rapidamente. A burguesia de Berna deu um golpe de Estado no cantão de Berna, aboliu a soberania de Vaud e Aargau e os anexou de volta a Berna. Nos cantões de Solothurn, Fribourg e Lucerne, a burguesia também tomou o poder em 1814. O Waldstätte Schwyz, Nidwalden e Uri, bem como Zug queriam voltar ao tempo antes da República Helvéticae convocou uma Anti-Dieta. Em março de 1814, a Suíça oscilou sobre o tijolo da guerra civil entre os cantões reacionários liderados por Berna contra os cantões moderados liderados por Zurique. Com a chamada "Dieta Longa" de 6 de abril de 1814 a 31 de agosto de 1815, enviados das grandes potências europeias impuseram a existência dos novos cantões e ameaçaram com uma "intermediação forçada" se os confederados não se reconciliassem com eles próprios. Sob a influência de Ioannis Kapodistrias, Stratford Canning, Claude Marie Gustave de Damas e August Ernst von Steigentesch, um novo projeto de constituição foi formado. Nele, a competência militar da Confederação foi reforçada, o que as regiões reacionárias rejeitaram veementemente: apenas 9,5 cantões concordaram (Nidwalden era um chamado "meio-cantão") e especialmente a grande Berna se opôs. Quando os cantões reacionários foram novamente forçados a formar uma aliança separada (Sonderbund) e, assim, a guerra civil estava se aproximando mais uma vez, as grandes potências consideraram a divisão da Suíça, o que acabou resultando em um acordo da Dieta e levou a um novo tratado. O novo Tratado Federal foi adotado em 9 de setembro de 1814 e entrou em vigor em 7 de agosto de 1815.

## Conteúdo do Tratado Federal

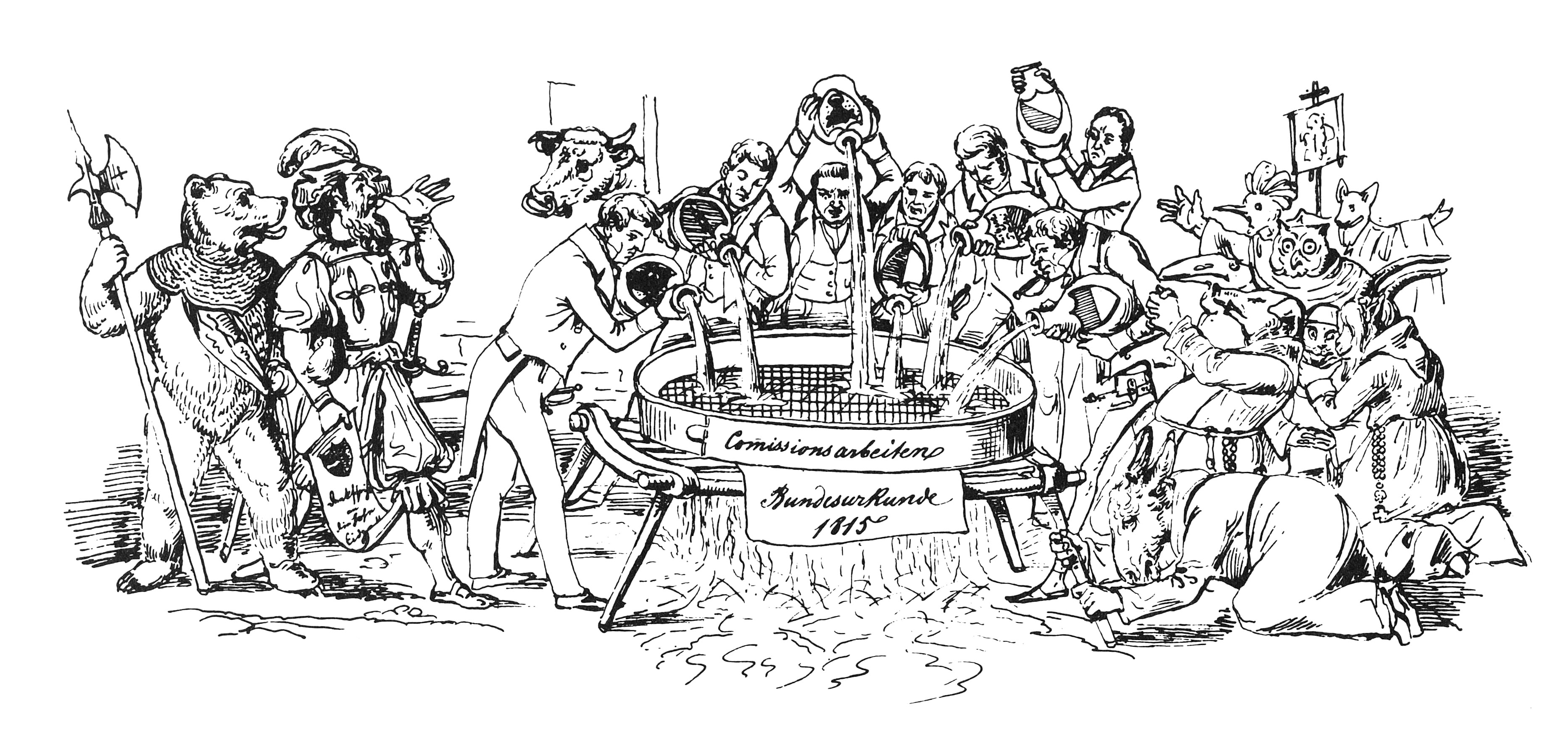
Muitos cozinheiros estragam a sopa. Cartum sobre a criação do Tratado Federal por Heinrich von Arx, 1833

O Tratado Federal consistia em 15 artigos. Garantiu a liberdade igualmente tratada dos cantões, os direitos civis foram mencionados no chamado Untertanenverbot ("proibição de súditos"). A autoridade federal, muito enfraquecida em comparação com o Ato de Mediação, estava nas mãos da Dieta, que se reunia alternadamente nas proeminentes cidades de Zurique, Berna e Lucerna. A competência exclusiva da Confederação era na política de segurança comum (exército). Também não havia mais nenhum Landammann suíço. Os conflitos territoriais entre os cantões deveriam ser resolvidos por um tribunal arbitral do Congresso de Viena.
Uma questão aberta e não resolvida era a questão de um Sonderbund ou aliança separada. Em 1847, isso levou à Guerra Sonderbund e, eventualmente, em 1848, à substituição do Tratado Federal pela Constituição Federal.